# Fuhszin
Fuhszin (egyszerűsített kínai írással: 阜新, pinjin: Fùxīn) prefektúra szintű város Kínában, Liaoning tartományban. Lakosainak száma 1 647 280 fő (2020).

## Népesség
| 2010 | 1 819 339 |
| 2020 | 1 647 280 |

## Testvérvárosok
- Gary